# 쿠어스 필드
쿠어스 필드(Coors Field)는 미국 콜로라도주 덴버에 있는 야구장이다. 콜로라도 로키스의 홈 구장으로 50,200명을 수용할 수 있다. 해발 1,610미터(약 1마일)의 고지대에 있어 타구의 비거리가 타 구장보다 길고 홈런도 많이 나오기로 유명하다. 이로 인해 타자 천국, 투수의 무덤이라고도 불린다. 타 구장과 달리 볼을 저온가습실(휴미더)에 보관한다.
| 메이저 리그 베이스볼 올스타전 개최 경기장 |                    |             |
| 1997년                                    | 1998년 쿠어스 필드 | 1999년      |
| 제이콥스 필드                             | 1998년 쿠어스 필드 | 펜웨이 파크 |
|                                           |                    |             |
|                                           |                    |             |

## 같이 보기
- 메이저 리그 베이스볼의 야구장 목록